# خربونین
خربونین (به چکی: Chrbonín) یک منطقهٔ مسکونی در جمهوری چک است که در منطقه تابور واقع شده‌است. خربونین ۷٫۰۸ کیلومتر مربع مساحت و ۱۴۰ نفر جمعیت دارد و ۵۸۸ متر بالاتر از سطح دریا واقع شده‌است.